# Cementownia Ożarów
Cementownia Ożarów – towarowa stacja kolejowa w Karsach, w gminie Ożarów, w województwie świętokrzyskim, w Polsce. Znajduje się przy Zakładzie Cementownia Ożarów wchodzącym w skład Grupy Ożarów SA.